# Emilia Sykes
Emilia Strong Sykes (Akron, 4 gennaio 1986) è una politica statunitense, membro della Camera dei Rappresentanti per lo stato dell'Ohio dal 2023.

## Biografia
Figlia dei politici del Partito Democratico Vernon e Barbara Sykes, Emilia studiò psicologia presso la Kent State University per poi laurearsi in giurisprudenza all'Università della Florida, dove conseguì anche un Master of Public Health. Lavorò come consigliera amministrativa presso l'ufficio fiscale della contea di Summit.
Nel 2013, quando suo padre non poté più candidarsi alla Camera dei rappresentanti dell'Ohio per via dei limiti di mandato imposti dalla Costituzione dello stato, Emilia prese parte alle elezioni per succedergli e le vinse. Nel 2019 venne eletta leader di minoranza dell'assemblea. Complessivamente, tra Vernon, Barbara ed Emilia, il seggio fu rappresentato dalla famiglia Sykes ininterrottamente per quarant'anni. Durante la sua permanenza, Emilia Sykes si occupò di questioni come la tutela dei diritti delle donne: insieme alla collega Greta Johnson, ad esempio, presentò un progetto di legge per abbattere la cosiddetta "tampon tax", ovvero rendere esentasse gli assorbenti femminili. Nel 2020, Emilia Sykes venne insignita del premio "Astro nascente Gabrielle Giffords" assegnato dalla EMILY's List e l'anno seguente venne definita "il futuro del Partito Democratico dell'Ohio".
Nel 2022, quando il deputato Tim Ryan lasciò la Camera dei Rappresentanti nazionale per candidarsi alla carica di senatore, Emilia Sykes si presentò alle elezioni per succedergli, sfidando la repubblicana Madison Gesiotto Gilbert, un'ex reginetta di bellezza sostenuta da Donald Trump. La campagna elettorale fu molto serrata, in quanto la competizione era una di quelle considerate "critiche" per il controllo della maggioranza, ma alla fine Emilia Sykes riuscì a prevalere con un margine di cinque punti percentuali sull'avversaria.